# 2022年世界陸上競技選手権大会レソト選手団
2022年世界陸上競技選手権大会レソト選手団は、2022年7月15日から7月24日までアメリカ合衆国のユージーンで開催された第18回世界陸上競技選手権大会のレソト選手団。

## 選手団
- 人員: 選手 1人

## 選手名簿・結果
| 選手                   | 種目         | 結果          | 順位 |
| ---------------------- | ------------ | ------------- | ---- |
| テベロ・ラマコンゴアナ | 男子マラソン | 2時間12分35秒 | 35位 |